# Kovács Péter (kézilabdázó)
Kovács Péter (Budapest, 1955. április 8. –) magyar válogatott kézilabdázó, kézilabdaedző. Ő a magyar férfi kézilabda-válogatott történetének legeredményesebb játékosa címeres mezben elért 1797 góljával.
Pályafutásának legnagyobb sikerei a Budapesti Honvéddal 1982-ben elért Bajnokcsapatok Európa-kupája-győzelem és a válogatottal az 1986-os világbajnokságon elért ezüstérem.
Játékosként Nyugat-Németországban is nagy népszerűségnek örvendett, a Dortmund szurkolói az év sportolójának is megválasztották. Öt alkalommal választották meg az év kézilabdázójának Magyarországon.

## Pályafutása

### Klubcsapatokban
Pályafutását a Budapesti Honvédban kezdte, és Magyarországon csak ennek a klubnak a színeiben kézilabdázott. Az 1970-es évek végére meghatározó tagja lett a csapatnak, amellyel hat alkalommal nyert magyar bajnoki címet. A Honvéd ebben az időszakban az európai kupasorozatokban is meghatározó csapatnak számított és azok után, hogy 1978-ban és 1979-ben kiesett a Bajnokcsapatok Európa-kupája elődöntőjében, 1982-ben elhódította a legrangosabb kupasorozat első helyét.
Kovács Péter pályafutása során hatszor volt a magyar bajnokság legeredményesebb játékosa, ezenkívül ötször választották meg Magyarországon az év férfi kézilabdázójának.
1984-ben az akkor a Bundesliga 2-ben szereplő Dortmundhoz igazolt és első szezonja végén feljutáshoz segítette csapatát. További három évig volt az Észak-Rajna-Vesztfáliai csapat játékosa, majd a TV Grosswallstadt játékosa lett. Bajnoki címet és Német Kupát nyert a csapattal, majd 1990-ben, 35 évesen egy idényre aláírt a TUSEM Essenhez, akikkel negyedik helyen végzett a bajnokságban és újabb kupaelsőséget ünnepelhetett, ez alkalommal a Niederwürzbach ellenében.

### A válogatottban
A magyar válogatott tagjaként öt világbajnokságon vett részt, első alkalommal 1974-ben. Négy évvel később, annak ellenére, hogy Magyarország csak a hetedik helyen végzett, Kovács 47 góljával a torna legeredményesebb játékosa volt. 1982-ben 56 lőtt találatával a góllövőlista második helyén zárt. Az 1986-os férfi kézilabda-világbajnokságon a magyar válogatott bejutott a döntőbe, ott Jugoszláviától kapott ki 24–22-re és szerzett ezüstérmet. Kovács Péter 45 góljával a torna negyedik legeredményesebb játékosa volt.
Bár korábban visszavonult már a válogatott szerepléstől, az 1995-ös izlandi világbajnokságon negyvenévesen vállalta a szereplést, de a magyar csapat csalódást keltő produkciót nyújtva egy győzelemmel és négy vereséggel nem jutott tovább csoportjából.
Pályafutása során három alkalommal szerepelt az olimpiai játékokon, legelőször 1976-ban, amikor öt mérkőzésen tizenöt gólt szerzett. Négy évvel később Magyarország negyedik lett az ötkarikás játékokon, Kovács pedig hat mérkőzésen huszonötször volt eredményes.
1984-ben a szocialista tömbbe tartozó országok bojkottja miatt a magyar válogatott nem vett részt a Los Angelesben rendezett olimpián, helyette a barátság tornán játszott, ahol negyedik helyen végzett, Kovács Péter pedig a torna gólkirálya lett 26 góllal. Az 1988-as olimpián hat találkozón lépett pályára és huszonhárom gólt szerzett.
1978 és 1985 között négyszer szerepelt a világválogatottban.

### Edzőként
Edzői pályafutását alacsonyabb osztályú német csapatoknál kezdte, majd hazatért Magyarországra és a Százhalombattai KE szakmai vezetője lett. 1998-tól irányította a női junior válogatottat, amellyel 2001-ben és 2003-ban a korosztályos világbajnokságon, 2002-ben pedig a korosztályos Európa-bajnokságon szerzett ezüstérmet.
2003 és 2006 között a Pick Szeged vezetőedzője volt, amellyel sorozatban háromszor végzett második helyen a magyar bajnokságban, miközben a 2006-os Magyar Kupa-döntőben sikerre vezette csapatát a rivális Veszprém együttese ellenében.
2006 nyarán átvette a Dunaferr női csapatának irányítását. A 2006-2007-es idény végén harmadikként zárt a dunaújvárosi csapat, Kovács pedig az Óbudai Goldberger vezetőedzője lett. Rövid idővel később a Török Kézilabda-szövetség megkeresésének eleget téve 2007 októberétől elvállalta a török női válogatott irányítását, amellett, hogy az ország kézilabdaéletében az utánpótlásképzés és az edzőképzés is az ő felügyelete alá tartozott.
A török válogatott a 2008-as Európa-bajnoki selejtezők utolsó fordulójában minimális különbséggel maradt alul Szerbiával szemben. A mindent eldöntő találkozón a törököknek két góllal kellett volna nyerniük, azonban kiélezett küzdelemben, félidei döntetlent követően a szerbek egy góllal nyerni tudtak.
Miután nem sikerült egy nagy tornára sem kivezetni a csapatot, a elhagyta Törökországot és elfogadta a román Oltchim Vâlcea ajánlatát, majd 2010 nyarától átvette a csapat irányítását, miután a klub kivásárolta a Török Kézilabda-szövetséggel kötött szerződéséből. A román csapat, bár elérte a Bajnokok Ligája nyolcaddöntős csoportfázisát, a vezetőségben egyet nem értés mutatkozott Kovács személyét, illetve néhány játékos magatartását illetően, majd három nappal a ŽRK Budućnost Podgorica elleni, kulcsfontosságú találkozót megelőzően felmentették a magyar edzőt a posztjáról. Kovács négy év alatt a negyedik vezetőedző volt a csapat élén, őt Anja Andersen váltotta, akit egy hónappal később szintén menesztettek a klub elöljárói. Az Oltchim végül nem jutott be a sorozat elődöntőjébe.
Ezt követően jelölt volt a magyar női válogatott szövetségi kapitányi posztjára, de végül a norvég Karl Erik Bøhn lett Mátéfi Eszter utóda. Kovács ezt követően dolgozott a Békéscsabai Előre NKSE és a Vasas női csapatának edzőjeként, 2018-ban pedig a Szent István SE csapatánál kapott edzői és utánpótlás-koordinátori feladatokat. 

## Sportvezetőként
1995 és 2003 között a Magyar Kézilabda Szövetség technikai igazgatója volt, 1996-tól 2005-ig pedig a Nemzetközi Kézilabda-szövetség Edzői és Módszertani Bizottságának tagja. A 2012-es Európa-bajnokság alatt az európai szövetség technikai bizottságának volt a tagja.

## Sikerei, díjai
Játékosként
- Magyar bajnok: 1976, 1977, 1980, 1981, 1982, 1983
- Magyar Kupa-győztes: 1983
- Német bajnok: 1990
- Német Kupa-győztes: 1989, 1991

Edzőként
- Magyar bajnokság, 2. hely: 2004, 2005, 2006
- Magyar Kupa–győztes: 2006

Egyéni elismerései
- Az év magyar kézilabdázója: 1977, 1980, 1981, 1982, 1983
- A magyar bajnokság legeredményesebb játékosa: 1977, 1981, 1982, 1983
- Az 1978-as férfi kézilabda-világbajnokság legeredményesebb játékosa
- Az 1986-os férfi kézilabda-világbajnokság All Star-csapatának tagja
- A 20. század legjobb magyar férfi kézilabdázója[27]
- Török Bódog Életműdíj (2020)[28]

## Családja
Nős, két gyermeke van, András és Márton.